# Colton (nome)
Colton  è un nome proprio di persona inglese maschile.

## Varianti
- Maschili: Colten[1][2], Kolton[2], Kolten[2]

## Origine e diffusione
Riprende il cognome inglese Colton, a sua volta derivante dal nome di diversi villaggi così chiamati in Inghilterra; etimologicamente, i toponimi sono di origine inglese antica, e hanno il significato di "città di Cole" o "città di Cola" ("Cola" è un vecchio nome anglosassone che vuol dire "carbone", e che veniva solitamente dato ad una persona dai tratti scuri).

## Onomastico
Nessun santo porta questo nome, che quindi è adespota; l'onomastico ricorre il 1º novembre, giorno di Ognissanti.

## Persone

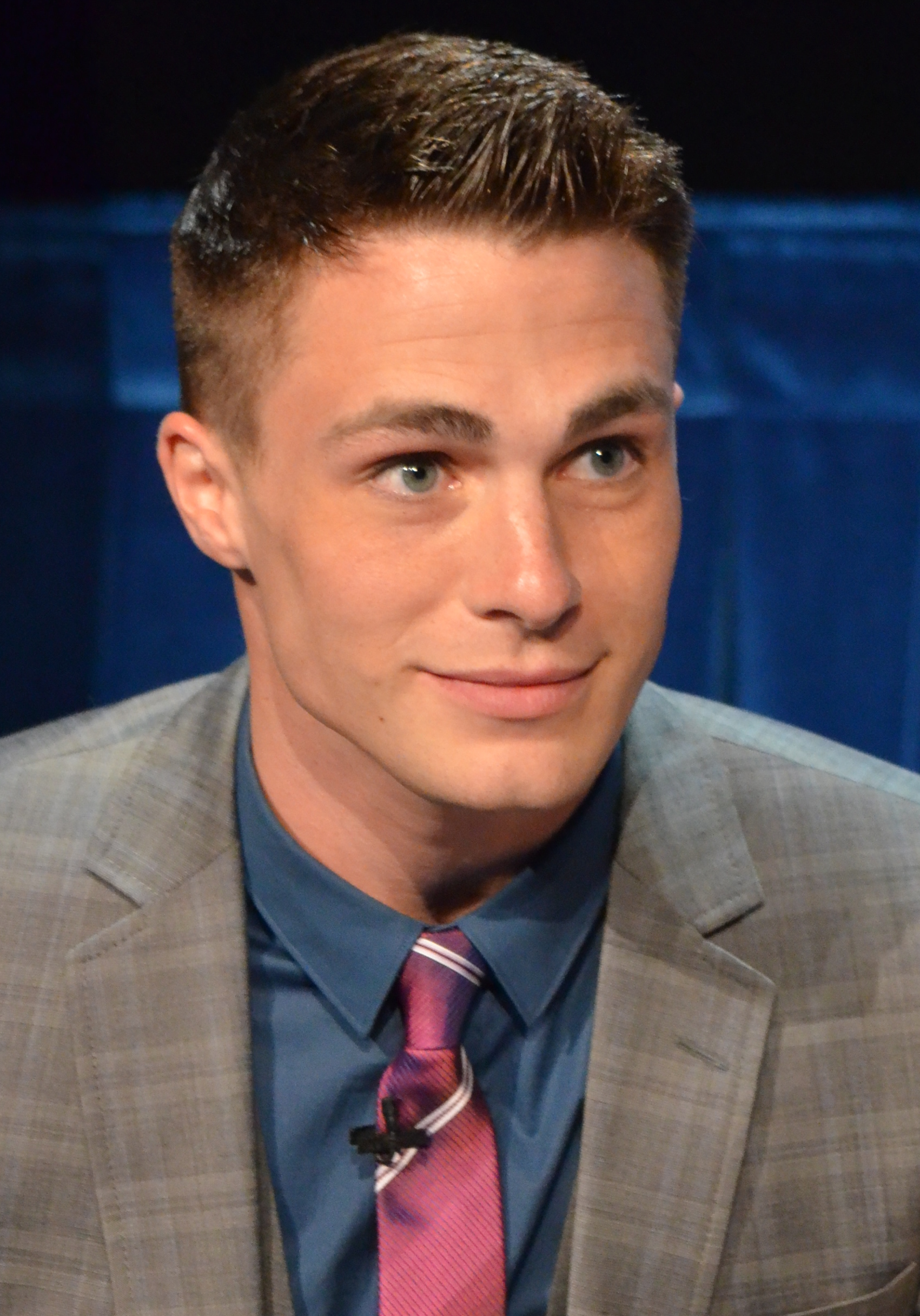
Colton Haynes

- Colton Dixon, cantante statunitense
- Colton Ford, cantante, musicista ed ex pornoattore statunitense
- Colton Harris-Moore, criminale statunitense
- Colton Haynes, attore e modello statunitense
- Colton Iverson, cestista statunitense
- Colton James, attore statunitense

## Il nome nelle arti
- Colton White è il protagonista del videogioco Gun.